# Niecodzienny mecz
Niecodzienny mecz (ros. Необыкновенный матч) – radziecki film animowany z 1955 roku w reżyserii Mstisława Paszczenko i Borisa Diożkina. Pierwszy film z serii sportowych rywalizacji zabawek.

## Animatorzy
Boris Diożkin, Dmitrij Biełow, Fiodor Chitruk, Roman Kaczanow, Władimir Piekar, Boris Stiepancew, Wiaczesław Kotionoczkin, Faina Jepifanowa, Nadieżda Priwałowa, Mstisław Kupracz, Boris Czani

## Nagrody
- I nagroda na VII Międzynarodowym Festiwalu Filmów dla dzieci i młodzieży w Wenecji (1955)
- Srebrny medal na I Międzynarodowym Festiwalu Filmowym w Damaszku (Syria) (1956)
- Dyplom na pierwszym brytyjskim Festiwalu Filmowym w Londynie (Festiwal Festiwali) (1957)
- Brązowy Medal na VI Międzynarodowym Festiwalu Młodzieży i Studentów w Moskwie (1957)
- Dyplom Honorowy na Międzynarodowym Festiwalu Filmowym w Polsce (1957)